# Ali ibn Faràmurz
Muàyyid-ad-Dawla (o Alà-ad-Dawla) Alí ibn Faramurz ibn Abi-Mansur Faramarz ibn Ala-ad-Dawla Muhàmmad ibn Duixmansiyar Alà-ad-Dawla (mort 1095) fou emir kakúyida de Yazd i Abarkuh. Va ser vassall dels seljúcides. Era fill d'Abu-Mansur Faràmurz al qual va succeir vers 1070.
El 1076/1077 es va casar amb una filla de Čaghri Beg, el germà de Toghrul Beg i pare d'Alp Arslan, de nom Arslan Khatun, que era vídua del califa abbàssida al-Qàïm (1031-1075). Va ser un fidel vassall seljúcida i va passar la major part del seu regnat a la cort seljúcida de Màlik-Xah a Esfahan. Fou patró del poeta seljúcida Muazzi que li va dedicar algunes poesies.
A la mort del sultà Màlik-Xah (1092) va donar suport al seu germà Tútuix I ibn Alp Arslan que dominava la part occidental i que considerava el seu dret al tron superior al de Barkyaruq; Tútuix fou derrotat decisivament en una batalla prop de Rayy en la qual va morir Ali el 1095. El va succeir el seu fill Garshasp ibn Ali.